# Цугару Тамэнобу
Цугару (Оура) Тамэнобу (яп. 津軽為信; 18 января 1550 — 29 марта 1607) — японский государственный и военный деятель, первый даймё и основатель княжества Хиросаки (1590—1607). Вначале Оура Тамэнобу был наследственным вассалом клана Намбу; однако позже он восстал против Намбу и основал независимый домен, и переименовал себя в Цугару Тамэнобу.

## Ранняя жизнь
Многое о ранней жизни Тамэнобу и происхождении клана Оура неясно. Тамэнобу родился в 1550 году, был приемным сыном и наследником Оуры Тамэнори (1520—1567), вассала клана Намбу, базирующегося в замке Саннохэ. Он сменил своего отца в 1567 или 1568 году на посту кастеляна замка Оура, расположенного на территории, которая сейчас является частью города Хиросаки. Согласно более поздним записям клана Цугару, клан происходил от древнего клана Фудзивара и имели древние претензии на владение регионом Цугару на севере Хонсю; однако, согласно записям их соперников, клана Намбу, Тамэнобу родился либо как Намбу Тамэнобу, либо как Кудзи Тамэнобу, из младшей ветви Намбу и был изгнан из клана из-за разногласий со своим старшим братом . В любом случае, Оура были наследственными вице-окружными магистратами (郡代補佐, гундай хоса) при местном магистрате клана Намбу Исикаве Таканобу; однако в 1571 году Тамэнобу напал и убил Исикаву и начал захватывать замки клана Намбу в регионе Цугару один за другим. Он захватил замки в Исикава, Дайкодзи и Абуракава, и вскоре заручился поддержкой многих бывших вассалов клана Намбу в регионе.

## Независимость от клана Намбу
В 1582 году, со смертью Намбу Харумасы (1517—1581), клан Намбу распался на многочисленные фракции. 25-й наследственный вождь клана, Намбу Харуцугу, был 13-летним мальчиком и вскоре умер при невыясненных обстоятельствах, и ветвь клана Кунохэ под руководством военачальника Кунохэ Масадзанэ начала расширять свое влияние на главную ветвь клана Саннохе. Учитывая эти обстоятельства, Тамэнобу заявил, что находящиеся под его контролем западные территории Намбу будут независимыми от правления Намбу. Клан Намбу объявил Тамэнобу предателем, соперники Намбу Нобунао и Кунохэ Масадзанэ оба призвали к смерти Тамэнобу. Тамэнобу успешно захватывал замок за замком в регионе из-за разделенного состояния клана Намбу, но, понимая, что в долгосрочной перспективе ему потребуется помощь извне, он обратился к клану Могами за помощью к режиму Тоётоми Хидэеси. Первоначально Тамэнобу отплыл на лодке из Аджигасавы, но сильный ветер унес лодку на север до Мацумаэ. Он предпринимал попытки добраться до Хидэеси по суше в 1586, 1587 и 1588 годах, но каждый раз был блокирован враждебными силами на территориях к югу от Цугару.

## Служба Тоётоми Хидэеси
В 1589 году Тамэнобу обратился к Исиде Мицунари с подарками в виде лошадей и соколов для Тоётоми Хидэёси и попросил официального признания в качестве дайме его существующих владений (то есть трех районов Цугару Хирага, Ханава и Инака на северо-западе провинции Муцу). Официально площадь кокудака в этом районе оценивается в 45 000 коку. Тамэнобу в сопровождении 18 своих ближайших вассалов участвовал в осаде Одавары в 1590 году и был принят на аудиенции у Хидэеси. Нанбу Нобунао, при поддержке Маэда Тосииэ объявил Тамэнобу мятежным вассалом, незаконно захватившим регион Цугару, и потребовал его наказания. Тамэнобу поддерживали Исиду Мицунари, Хасибу Хидецугу и Ода Нобукацу, и поскольку он поклялся в верности Хидэеси раньше, чем Намбу Нобунао, его претензии на Цугару были официально признаны.
Тамэнобу также возродил претензии своего клана на происхождение от клана Фудзивара и сделал щедрые подарки кампаку Коноэ Сакихисе, чтобы получить прежнее признание этого требования. в это время он также сменил свою фамилию с Оура на Цугару. В 1591 году он сопровождал войска Тоетоми в подавлении восстания Кунохэ. Во время вторжения Хидэеси в Корею он находился в замке Фусими близ Киото, а в 1597 году перенес свою резиденцию из замка Оура в замок Хорикоси.

## Битва при Сэкигахаре
В 1600 году Тамэнобу получил вежливый титул Уке-но-дайфу и вместе со своим третьим сыном, Цугару Нобухирой, участвовал в битве при Сэкигахаре в составе Восточной армии под командованием Токугава Иэясу. Однако в то время его старший сын Цугару Нобутакэ служил Тоётоми Хидэёри в качестве пажа в замке Осака, поэтому положение клана Цугару было похоже на положение клана Санада в том, что он был разделен между двумя армиями. После битвы он приютил осиротевших детей Исиды Мицунари и предоставил им убежище в Цугару, и даже женил Нобухиру на дочери Мицунари. В качестве награды за его усилия в битве при Сэкигахаре, его награды были удивительно низкими — всего лишь дополнительные 2000 коку в провинции Кодзуке, что увеличило его кокудака до 47 000 коку.
Тамэнобу также опасался восстания в своих владениях во время своего отсутствия и перед отъездом приказал казнить предполагаемого лидера, Мориоку Нобумото. Восстание все равно произошло, и повстанцы ненадолго заняли замок Хорикоси, прежде чем получили известие о поражении Западной армии и сдались без боя. Впоследствии Тамэнобу решил перенести свою резиденцию в место под названием Такаока, зажатое между реками Иваки и Табути, и начал масштабную работу над новым замком. Новым замком стал замок Хиросаки.
В 1607 году Тамэнобу получил известие, что его старший сын Нобутакэ заболел в Киото, и отправился из Хиросаки, чтобы навестить его. Однако Нобутакэ умер в октябре, до прибытия Тамэнобу, а сам Тамэнобу умер в Киото в декабре того же года в возрасте 58 лет. Его могила находится в храме клана Цугару Какусю-дзи в Хиросаки.
Поскольку второй сын Тамэнобу, Нобуката, в 1597 году унаследовал титул, титул перешел к его третьему сыну, Нобухире. Это немедленно привело к О-Ие Содо, так как многие слуги считали, что сын Нобутакэ был законным наследником. Однако сегунат Токугава вмешался и провозгласил Нобухиру следующим дайме.